# Stenolophus brownii
Stenolophus brownii är en skalbaggsart som beskrevs av Carl Hildebrand Lindroth. Stenolophus brownii ingår i släktet Stenolophus och familjen jordlöpare. Inga underarter finns listade i Catalogue of Life.